# (1369) Ostanina
(1369) Ostanina es un asteroide perteneciente al cinturón de asteroides descubierto el 27 de agosto de 1935 por Pelagueya Fiodórovna Shain desde el observatorio de Simeiz en Crimea.
Está nombrado por Ostanina, un pueblo del distrito de Perm.